# Anthela postica
Anthela postica là một loài bướm đêm thuộc họ Anthelidae. Loài này có ở Úc.